# Attention
Attention is een nummer van de Amerikaanse zanger Charlie Puth uit 2017. Het is de eerste single van zijn tweede studioalbum Voice Notes.
Het nummer gaat over een meisje dat strooit met roddels, de ik-figuur jaloers probeert te maken door precies hetzelfde parfum en jurkje te dragen als tijdens hun eerste date, en de ik-figuur opzoekt waar hij ook is. De ik-figuur wordt heen en weer gesleurd tussen zijn verlangen naar het meisje en zijn afkeer van haar. 
Het nummer werd een wereldhit. In de Amerikaanse Billboard Hot 100 haalde het de vijfde positie. In de Nederlandse Top 40 behaalde het nummer positie 11, en in de Vlaamse Ultratop 50 positie 15.